# Regiment Geneeskundige Troepen

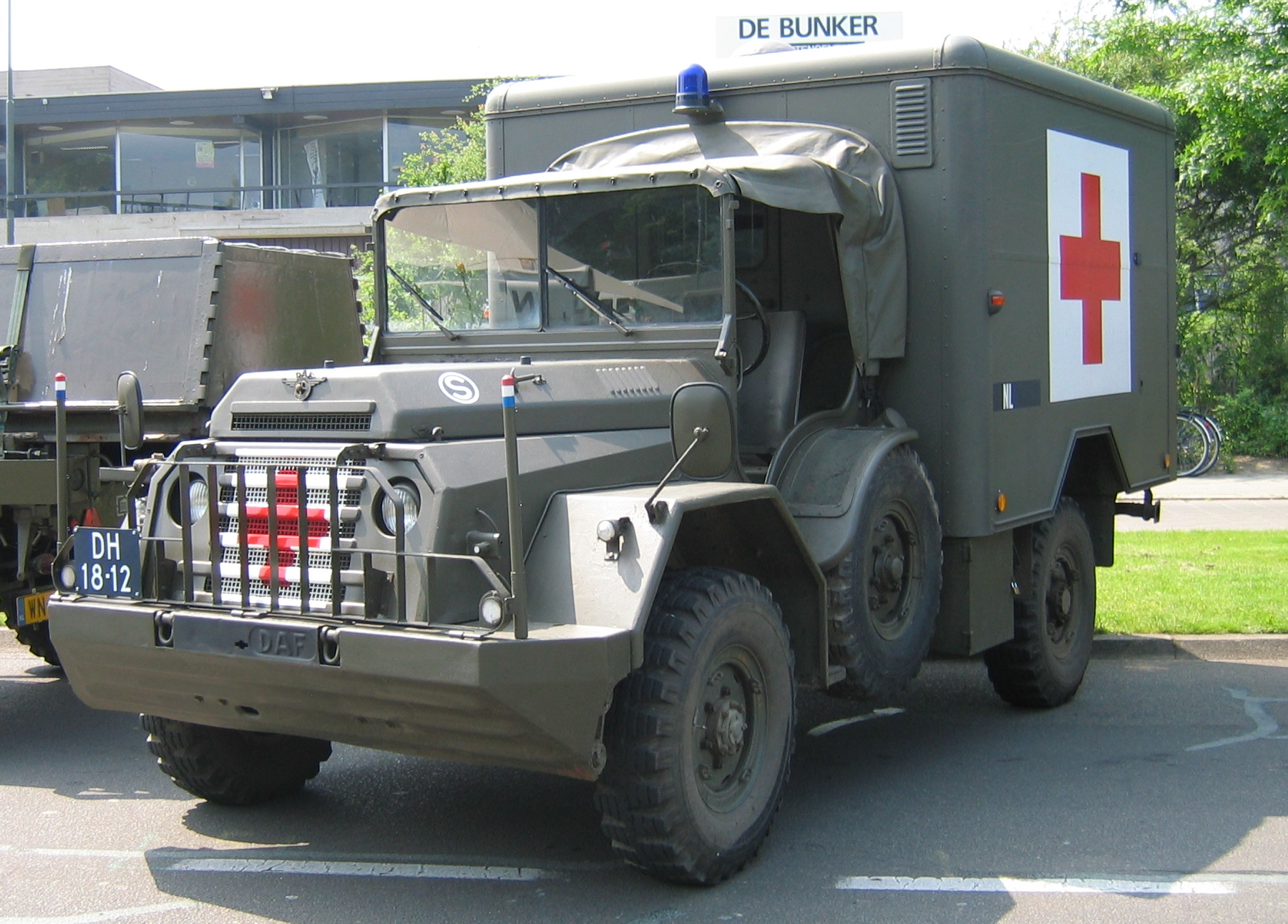
Ambulance uit de jaren 1960

Het Regiment Geneeskundige Troepen is een onderdeel van de Koninklijke Landmacht. Dit regiment draagt zorg voor alle medische zorg binnen de Koninklijke Landmacht.

## Geschiedenis

### Ontstaan
Bij het met geweld oplossen van conflicten vallen slachtoffers en die komen in een humane omgeving in aanmerking voor geneeskundige behandeling. De Romeinse legioenen beschikten al over georganiseerde geneeskundige verzorging. Het duurde in de moderne tijd echter tot in de 19e eeuw voordat men inzag dat een militair geneeskundige dienst onontbeerlijk was voor het in gevechtsklaar houden van strijdkrachten. Voor die tijd was van een georganiseerde geneeskundige verzorging bij de troepen te velde nauwelijks sprake. Slechts incidenteel en met bescheiden middelen poogde men enige hulp aan gewonden te verlenen, de realiteit was dat men een gewonde of ernstig zieke militair vaak aan zijn lot overliet. De invoering van de dienstplicht in 1814 door koning Willem I bracht in Nederland het besef met zich dat de geneeskundige verzorging van militairen meer aandacht moest krijgen.
Datzelfde jaar benoemde hij prof. dr. S.J. Brugmans tot inspecteur van de Militaire Geneeskundige Dienst. Professor Brugmans richtte een magazijn voor geneesmiddelen en een school voor militair artsen op. Internationaal bekende Nederlandse legerartsen zoals dr. J.H.C. Basting, de naaste medewerker van Henri Dunant, en dr. A. Mathijsen (uitvinder van het gipsverband), komen uit deze school voort.
De geschiedenis van de Militaire Geneeskundige Dienst is nauw verbonden met de oprichting van het Internationale Rode Kruis in 1864. In Genève werd op 22 augustus van dat jaar een overeenkomst gesloten, die tot een verbetering van het lot der gewonden bij de legers te velde en in oorlogstijd moest leiden. Daar werd ter onderscheiding voor de hospitalen en ambulances een vlag aangenomen, waarop een rood kruis tegen een witte achtergrond stond afgebeeld. 
7 april 1869 is de oprichtingsdag van het Regiment Geneeskundige Troepen. “Het wapen der infanterie wordt vermeerderd met twee Compagnieën Hospitaalsoldaten”, luidt de tekst van het Koninklijke Besluit waarmee de komst van de Geneeskundige Troepen een feit werd. De eerste geneeskundige compagnie werd gestationeerd in Amsterdam en de tweede in Utrecht. Later worden er ook hospitaalsoldaten toegevoegd aan het KNIL. Rond 1900 wordt het aantal geneeskundige compagnieën verdubbeld. In 1936 wordt de naam hospitaalsoldaten vervangen door geneeskundige troepen.

### Na de Tweede Wereldoorlog
Na de Tweede Wereldoorlog werden de Geneeskundige Troepen stevig verankerd in de nieuwe legerorganisatie. Op 7 januari 1946 werden de Geneeskundige Troepen opnieuw opgericht onder de  naam “Depot Geneeskundige Troepen”, in juli van dat jaar werd de naam “Regiment Geneeskundige Troepen”. Tot aan 1950 werd de organisatiestructuur veelvuldig veranderd. Vanaf dat moment vallen ook de tradities van de geneeskundige dienst KNIL onder het regiment. Vier jaar later ontstond het “Dienstvak Geneeskundige Troepen”.
Eind 1993 zijn, bij Koninklijk Besluit, de Geneeskundige Dienst en Geneeskundige Troepen samengebracht in het “Dienstvak Geneeskundige Dienst Koninklijke Landmacht”. Dit dienstvak heeft de traditie en het vaandel van het Regiment Geneeskundige Troepen Koninklijke Landmacht overgenomen.
In oktober 2001 is het “Dienstvak Geneeskundige Dienst Koninklijke Landmacht” opgegaan in het “Dienstvak van de Logistiek”. Het Regiment Geneeskundige Troepen is blijven bestaan.

## Missies
In de 140 jaar dat het regiment bestaat, zijn al velen uitgezonden. Men kan zeggen dat bij alle missies van de Koninklijke Landmacht en het Koninklijk Nederlands Indië Leger, personeel van de geneeskundige troepen, individueel of in eenheidsverband, is uitgezonden.
Belangrijke oorlogen en conflicten waarbij mensen van het regiment zijn ingezet:
- Belgische opstand
- Tiendaagse Veldtocht
- Beleg van Antwerpen
- Atjehoorlog
- Opstand te Djambi
- Lombok-oorlog
- Expeditie naar Korintji
- Expeditie naar Bali
- Tweede Wereldoorlog
- Politionele Acties in Nederlandsch Indië
- Oorlog in Korea
- Libanese Burgeroorlog
- Oorlog in Voormalig Joegoslavië
- Rwandese Genocide
- Golfoorlog
- Oorlog in Irak
- Aardbeving in Pakistan
- Oorlog in Afghanistan
- Burgeroorlog in Mali
- Militaire interventie tegen IS

## Dapperheidsonderscheidingen[1][2]
Tot aan de Tweede Wereldoorlog zijn ten minste 137 geneeskundige militairen onderscheiden met de Militaire Willems-Orde, hoofdzakelijk tijdens inzet in de Zuidelijke Nederlanden en met het KNIL in de Indische Archipel.
Sinds het uitbreken van de Tweede Wereldoorlog zijn er ten minste 58 militairen van het Regiment Geneeskundige Troepen onderscheiden met een dapperheidsonderscheiding, waaronder drie keer de Militaire Willems-Orde 4e klasse. De bekendste is waarschijnlijk de korporaalziekenverpleger J.M.P. van Oudheusden. Op 19 juli 1946 werd hij postuum benoemd tot Ridder Militaire Willems-Orde 4e klasse.

### Dapperheidsonderscheidingen tijdens de Tweede Wereldoorlog

#### Militaire Willems-Orde 4e klasse
- J.M.P. van Oudheusden (KB No. 6 van 19 juli 1946 - postuum) voor acties op 10 mei 1940 nabij vliegveld Ypenburg.
- Tajib of Tojib (KB No. 10 van 27 januari 1948 - postuum) voor acties op 6 maart 1942 in de Tjiaterstelling nabij Bandoeng, Java.
- G.M.H. Veeneklaas (KB No. 5 van 1 oktober 1948) voor acties als liaison-officier in bezet Nederland in 1944.

#### Bronzen Leeuw
- J.D. Camerling Hemolt (KB No. 6 van 9 mei 1946 - postuum) voor het verzorgen van gewonden onder vuur tussen 12 en 14 mei 1940 in Leersum.
- A.L. Oosterhuis (KB No.13 van 11 september 1952) voor hulp bij ontsnappingen in Delftzijl en werkzaamheden als geheim agent tussen 1940 en 1945.
- P.A. Roodenburg (KB No. 24 van 14 december 1949 - postuum) voor koeriersdiensten in bezet Nederland tussen 1940 en 1944.
- J.P. van der Schroeff (KB No. 68 van 1 april 1947) voor acties op Malakka tussen februari en maart 1942.
- E.D. Tan (KB No. 41 van 15 december 1958) voor ontsnapping uit een Japans krijgsgevangenenkamp en het bereiken van geallieerde linies op 14 juni 1945.

#### Bronzen Kruis
- K.L. Bakema (KB No. 70 van 12 september 1947) voor gevechtsacties op de Grebbeberg van 10-13 mei 1940.
- J.C. Burg (KB No. 42 van 20 maart 1950) voor acties tijdens gevechten bij vliegveld Waalhaven op 10 mei 1940.
- J.W. Eerkens (KB No. 63 van 9 januari 1948) voor hulp aan gewonden tijden een luchtaanval op Surabaya in 1942.
- G.W. Eulen (KB No. 26 van 12 november 1946) voor het per rijwiel vervoeren van een groot aantal gewonden onder voortdurend vijandelijk vuur op de Grebbeberg tussen 11 en 13 mei 1940.
- A.M. Hagemeijer (KB No. 5 van 30 april 1942) voor ontsnapping uit bezet gebied (Engelandvaarder).
- L.C.A. van der Harst (KB No. 15 van 7 februari 1948) voor gevechtsacties in Maastricht op 10 mei 1940.
- P.W. van Hattum (KB No. 23 van 29 mei 1947) voor acties in de omgeving van Wieldrecht in mei 1940.
- C.A. van Hees (KB No. 70 van 12 september 1947) voor acties op de Grebbeberg in mei 1940.
- T. Heimans (KB No. 26 van 12 november 1947) voor het ophalen van gewonden onder vijandelijk vuur in de omgeving van Rhenen op 13 mei 1940.
- M. Ludemann (KB No. 31 van 29 juni 1951) voor het herhaaldelijk zoeken en ophalen van gewonden onder vijandelijk vuur bij gevechten in Dordrecht op 11 en 12 mei 1940.
- P. van Noord (KB No. 10 van 13 november 1946) voor acties in Dordrecht in mei 1940.
- W.J. Royaards (KB No. 45 van 6 februari 1947) voor gevechtsacties in de omgeving van Dordrecht in mei 1940.
- J.F. Tebrunsveld (KB No. 70 van 12 september 1947 - postuum) voor gevechtsacties op de Grebbeberg van 10-12 mei 1940.
- L.J.A. Verberne (KB No. 6 van 24 augustus 1946) voor het herhaaldelijk onder vijandelijk vuur verzorgen van gewonden op 10 mei 1940 bij vliegveld Ypenburg en op 14 mei 1940 bij Overschie.
- J.K. Westerdijk (KB No. 70 van 12 september 1947) voor acties op de Grebbeberg in mei 1940.
- H.H. van Zee (KB No. 26 van 12 november 1947) voor het herhaaldelijk onder zwaar vijandelijk vuur ophalen van gewonden uit de voorste linies op de Grebbeberg tussen 10 en 14 mei 1940.

#### Kruis van Verdienste
- G. Blom (KB No. 15 van 7 februari 1948) voor het overbrengen van zieken en gewonden tijdens een bombardement en het ophalen van geneeskundig materiaal uit een brandende hulpverbandplaats op 11 mei 1940 nabij Alblasserdam.
- W.F. Burger (KB No. 61 van 5 mei 1963 - postuum) voor een gelukte sabotageactie op een commandopost nabij Schiphol in 1940.
- J.A. Cohen (KB No. 4 van 1 oktober 1942) voor het voorbereiden en uitvoeren plan tot ontsnapping uit bezet Nederland en na vele moeilijkheden Engeland bereikt.
- J.F.D. van Doorn (KB No. 34 van 22 december 1951) voor verzetswerk en het leidinggeven aan binnenlandse strijdkrachten in mei 1945.
- F.R. van der Leij (KB No. 34 van 22 december 1951) voor hulp aan ontsnapte geallieerde vliegtuigbemanningen en krijgsgevangenen in 1944.
- S.A. Liezenberg (KB No. 13 van 16 oktober 1948) voor hulp aan een guerrilla groep in Sumatra van april tot november 1942.
- A.J. von Metsch (KB No. 47 van 1 augustus 1847) voor een gelukte ontsnapping uit Japanse krijgsgevangenschap in Hainan op 6 april 1945.
- C. Ouwehand (KB No. 10 van 7 januari 1950) voor het per roeiboot met 8 man vluchten naar Ceram en via Toeal, Dobo en Merauke op 31 maart 1942 naar Australië.
- S. Prins (KB No. 4 van 1 oktober 1942) voor het voorbereiden en uitvoeren plan tot ontsnapping uit bezet Nederland en na vele moeilijkheden Engeland bereikt.
- J.H. Schade (KB No. 20 van 8 oktober 1951) voor verzetswerk in Limburg en hulp aan geallieerde vliegtuigbemanningen tussen midden 1942 en eind september 1944.
- P. Smulders (KB No. 6 van 24 augustus 1946) voor het verzorgen en vervoeren van gewonden tijdens een hevige luchtaanval bij Breezanddijk terwijl hij zelf gewond was op 12 mei 1940.
- W.W. Stevens (KB No. 10 van 13 november 1946) voor het onder vuur van vijandelijke vliegtuigen hulp verlenen aan talrijke gewonden aan boord van het Franse SS Le Pavon, nabij Duinkerken op 20 - 21 mei 1940.
- P.L. Tiberghien de Moulin (KB No. 13 van 16 oktober 1948) voor acties op Zuid-Celebes in februari 1942.
- H.G. Verdonk (KB No. 6 van 24 augustus 1946) voor onder hevig vijandelijk vuur gewonden verzorgen en daardoor velen het leven te redden op vliegveld Valkenburg tussen 10 en 12 mei 1940.

### Dapperheidsonderscheidingen na de Tweede Wereldoorlog

#### Bronzen Leeuw
- J.H. Holthuis (KB No. 21 van 11 september 1951) voor het onder aanhoudend vijandelijk vuur leiden van de verzorging van gewonden tussen 5 en 8 augustus 1950 in Makassar (Celebes).
- N.A. Thimister (KB No. 6 van 22 juni 1948) voor het onder zwaar vijandelijk mitrailleurvuur herhaaldelijk verzorgen en afvoeren van gewonden over een open terrein op 17 juni 1947 bij Pakenkoelon (Oost-Java).

#### Bronzen Kruis
- A.A. van Balkom (KB No. 23 van 8 mei 1951 - postuum) voor het onder zwaar automatisch en geweervuur verzorgen van drie gewonden, waarbij hij bij het verzorgen van de derde gewonde zelf dodelijk is getroffen nabij Chakyonni (Korea) op 3 januari 1951.
- J.J.A. van den Bersselaar (KB No. 12 van 13 mei 1947) voor het onder hevig vuur gewonden en een overledene binnen de eigen linies te brengen nabij Leuwisapi op, 11 mei, 8 juli en 10 juli 1946.
- J.D. Boon (KB No. 98 van 27 maart 1963) voor gevechtsacties nabij kampong Sel Pele op 6 april 1962.
- W.J. Diehl (KB No. 68 van 1 april 1947) voor gevechtsacties op Surabaya in 1946.
- M.A. van Essen (KB No. 15 van 7 februari 1948) voor acties op Samarang in 1946 en 1947.
- T. Hoek (KB No. 13 van 11 september 1952) voor onder vuur hulp verlenen na een mijnongeval nabij Morro (Oost-Java) op 4 juli 1946.
- P. Rehorst (KB No. 14 van 4 januari 1949) voor gevechtsacties op Java op 5 maart 1948.
- G.A. Roemers (KB No. 64 van 14 oktober 1949) voor het onder vijandelijk vuur verzorgen en vervoeren van gewonden uit de voorste linies in Ardjosari (Java) op 30 juni 1947.
- M. Schepers (KB No. 6 van 22 juni 1948) voor het onder zwaar vijandelijk mortier-, mitrailleur- en geweervuur verzorgen en afvoeren van gewonden bij Soemowono (Java) op 15 augustus 1947.
- S. Schotanus (KB No. 64 van 14 oktober 1949) voor gevechtsacties nabij Cheribon (Java) op 1 oktober 1947.
- J. Snijders (KB No. 43 van 10 maart 1947) voor tijdens een gevechtsactie in de voorste linie eerste hulp verlenen oost van Semarang (Java) op 12 augustus 1946.
- F. Tuinema (KB No. 64 van 14 oktober 1949) voor het onder vijandelijk vuur verzorgen en vervoeren van gewonden uit de voorste linies in Ardjosari (Java) op 30 juni 1947.
- W.M. van der Valk (KB No. 43 van 23 februari 1950) voor het verzorgen van gewonden onder vijandelijk vuur in Madioen (Java) in 1949.
- M. Vriens (KB No. 77 van 22 april 1948 - postuum) voor het onder zwaar vijandelijk vuur verzorgen van gewonden waarbij hij zelf dodelijk werd getroffen, nabij Bangka (Java) op 14 februari 1946.
- Th. F. van der Werff (KB No. 21 van 11 september 1951) voor moedige geneeskundige verzorging tijdens gevechtsacties op Celebes tussen 5 en 8 augustus 1950.
- J. Wieberdink (KB No. 77 van 22 april 1948) voor het tot tweemaal toe onder vijandelijk vuur verzorgen van gewonden in de voorste linies ten zuidwesten van Soemowono (Java) op 15 augustus 1947.

#### Kruis van Verdienste
- J.W. Postma (KB No. 15 van 2 november 1954) voor zonder acht te slaan op het gevaar, als eerste in het mijnenveld begeven na een mijnongeval op 23 februari 1952.
- B. van den Worm (KB No. 25 van 9 december 1949) voor met grote koelbloedigheid gewonden in veiligheid te brengen en verzorgen tijdens gevechtsacties en daarna nog actief deelgenomen aan het doorzoeken van het terrein op 3 en 8 januari 1949 op Sumatra.

## Embleem

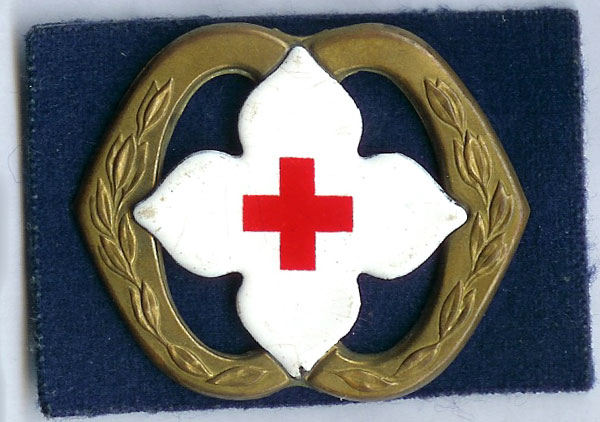
Baretembleem van de Geneeskundige Dienst (1947-1951)

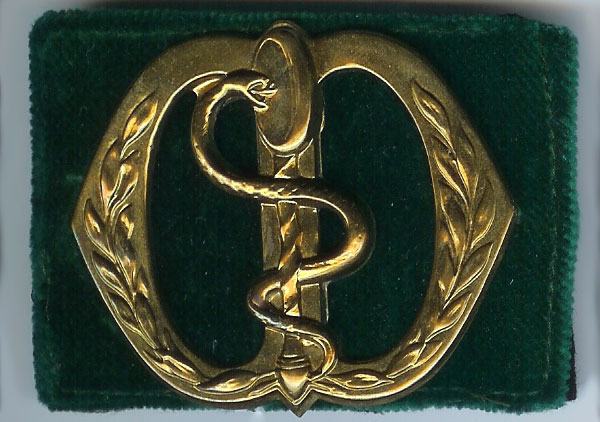
Baretembleem van officieren van gezondheid (1947-1951)

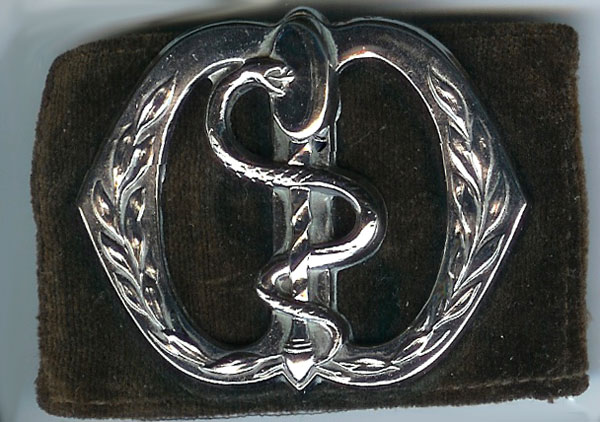
Baretembleem van tandartsen en apothekers (1947-1951)

### Baretembleem

#### 1946 - 1951
In 1946 heeft Frans Smits de huidige baretgesp in de vorm van de W ontworpen, verwijzend naar de toenmalige koningin Wilhelmina. De officieren van gezondheid (artsen), de tandartsen en de apothekers kregen een eigen embleem: een rechtopstaande esculaapstaf gedekt door een lauwertak. Het embleem voor de officieren van gezondheid was uitgevoerd in goud, dat van de tandartsen en apothekers in zilver. Beide emblemen werden gedragen op een groene ondergrond. De geneeskundige troepers droegen op de baretgesp een wit geëmailleerd klaverblad met in het midden een rood kruis.

#### Na 1951
Bij ministeriële beschikking van 30 januari 1951 werd voor het gehele regiment het huidige baret-embleem ingevoerd. Het embleem bestaat uit een schild waarop de esculaapstaf een zwaard kruist, gedekt door een lauwertak en eikenloof. Boven op het embleem staat de koninklijke kroon. Op de rand van het embleem staat de spreuk "Eripiendo Victoriae Prosum", wat betekent Helpende dien ik de overwinning. Het embleem is uitgevoerd in goud en wordt gedragen op een groene ondergrond.
Op 19 oktober 2001 werd het regiment geneeskundige troepen toegevoegd aan het dienstvak van de Logistiek. Om de eenheid van de logistiek te benadrukken en om als logistiek goed zichtbaar te zijn binnen de Koninklijke Landmacht werd er voor één wapenkleur gekozen: okergeel. Binnen de logistieke regimenten is er altijd de wens geweest om terug te gaan naar de oude regimentskleuren. Men had echter niet voorzien dat een wapen (lees baretembleem) uitgevoerd in goud of zilver heraldisch niet op een gele (lees gouden) ondergrond kan, daarom moest de Commandant Landstrijdkrachten op 23 september 2009 het besluit nemen dat de logistieke regimenten en het Korps Militaire Administratie zouden terugkeren naar hun oorspronkelijke cq overgaan op nieuwe regimentskleuren. Sinds 1 oktober 2010 draagt men bij het regiment geneeskundige troepen dan ook weer de groene achtergrondkleur.

### Brevetembleem
Met het vervallen van de aparte baretemblemen voor de (dieren)artsen, tandartsen en apothekers in 1951, zijn er voor deze functies brevetemblemen ingevoerd. Het brevetembleem wordt op de linkerborst gedragen. Het brevetembleem bestaat uit een esculaapstaf omringd door een lauwerblad met daarbovenop de koninklijke kroon. Het embleem is uitgevoerd in goud voor artsen, in goud met een zilverkleurige spiegel voor dierenartsen, in zilverkleur voor tandartsen. Het embleem voor de apothekers is goudkleurig, maar in plaats van een esculaapstaf staat er een schaal van Hygieia.

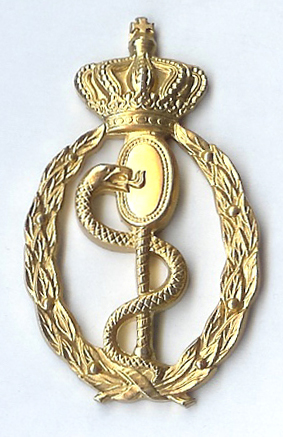
Arts
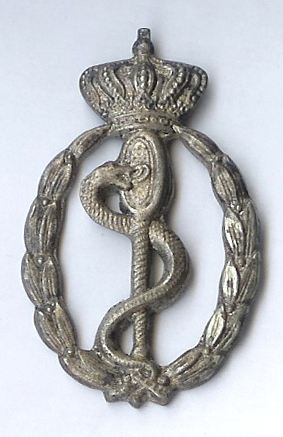
Tandarts
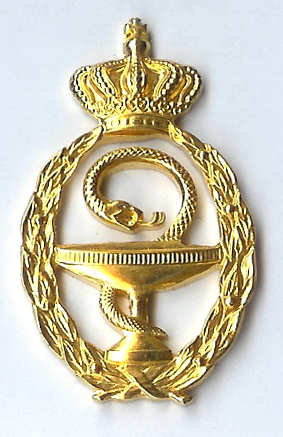
Apotheker
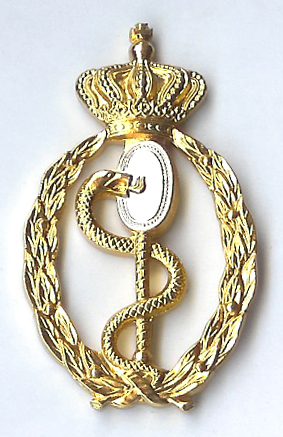
Dierenarts

### Vaandel
Het Regiment Geneeskundige Troepen voert een vaandel. Het werd uitgereikt door Koningin Juliana op 4 oktober 1979. In 2019 werd bekendgemaakt dat het vaandel het opschrift Uruzgan 2006-2010 mag voeren wegens het leveren van geneeskundige verzorging onder gevechtsomstandigheden in Uruzgan.

## Eenheden
Binnen de koninklijke landmacht bestaan verschillende geneeskundige eenheden. Zo heeft elke manoeuvrebrigade een eigen geneeskundige eenheid en zijn twee geneeskundige eenheden ondergebracht binnen het Operationeel Ondersteuningscommando Land (OOCL).
400 Geneeskundig Bataljon is de grootste geneeskundige eenheid binnen de Koninklijke Landmacht. Het bataljon is ondergebracht binnen het OOCL. Het bataljon is gelegerd op de Generaal Spoorkazerne in Ermelo. Sinds de oprichting van het bataljon in 1995 is de samenstelling meerdere keren gewijzigd. Sinds 1 oktober 2017 bestaat 400 Geneeskundig Bataljon uit vijf compagnieën, welke in naam en embleem de tradities dragen van belangrijke missiegebieden uit de historie van het regiment:
- Staf & Ondersteuningscompagnie "Eiland van Dordt"
- 420 Hospitaalcompagnie "Ypenburg"
- 421 Hospitaalcompagnie "Java"
- 422 Hospitaalcompagnie "Grebbeberg"
- 423 Hospitaalcompagnie "Uruzgan"

Het Geneeskundig Commando is de jongste geneeskundige eenheid binnen de Koninklijke Landmacht. Evenals 400 Geneeskundig Bataljon, is ook het Geneeskundig Commando ondergebracht binnen het OOCL en gelegerd in Ermelo. Het Geneeskundig Commando is opgericht in 2023 en is verantwoordelijk voor en voert regie over de gereedstelling van de grondgebonden operationele gezondheidszorgketen. Tevens faciliteert het de gezondheidszorg ten behoeve van de gereedstelling van eenheden van de Koninklijke Landmacht. Het Geneeskundig Commando bestaat uit een staf en twee afdelingen. De afdeling Militaire Gezondheidszorg CLAS, wat integraal geneeskundig advies levert aan de Stafarts CLAS. Het expertisecentrum heeft als doelstelling het leveren van integrale geneeskundige kennisproducten en geneeskundige expertise op het gebied van militaire en operationele gezondheidszorg, teneinde de gereedstelling van het CLAS en de operationele gezondheidszorgketen mogelijk te maken. In de toekomst wordt 400 Geneeskundig Bataljon onderdeel van het Geneeskundig Commando.
11 Geneeskundige Compagnie AASLT is een geneeskundige eenheid ondergebracht bij 11 Luchtmobiele Brigade en is gelegerd op Oranjekazerne in Schaarsbergen en de Johan Willem Friso Kazerne in Assen.
13 Geneeskundige Compagnie Ltbrig is een geneeskundige eenheid ondergebracht bij 13 Lichte Brigade en is gelegerd op de De Ruyter van Stevenickkazerne in Oirschot.
43 Geneeskundige Compagnie Mechbrig is een geneeskundige eenheid ondergebracht bij 43 Gemechaniseerde Brigade en is gelegerd op de Johannes Postkazerne in Darp.
Tot 2005 beschikten alle manoeuvre bataljons over een eigen geneeskundig peloton. Door reorganisatie werden de geneeskundige pelotons van de gemechaniseerde manoeuvre bataljons gecentraliseerd bij de geneeskundige compagnieën van de gemechaniseerde brigades. In 2013 zijn de laatste geneeskundige pelotons van de drie luchtmobiele infanterie bataljons opgeheven. Dit was een van de maatregelen bij de geneeskundige dienst binnen de reorganisatie van defensie naar aanleiding van het regeerakkoord van het kabinet-Rutte I.

## Stichting Geneeskundige Troepen
Op woensdag 28 april 2011 is de Stichting Geneeskundige Troepen (SGTr) opgericht. De stichting heeft een aantal doelen, waaronder:
- Belangenbehartiging voor veteranen en eenieder die bij het Regiment Geneeskundige Troepen dient of gediend heeft.
- Het voortzetten van de tradities van het Regiment Geneeskundige Troepen.
- Het bewaken, bevorderen en in stand houden van de kameraadschap en de onderlinge steunverlening tussen allen die bij het Regiment Geneeskundige Troepen of geneeskundige eenheden dienen of gediend hebben.
- Het bevorderen van de goede naam van het Regiment Geneeskundige Troepen, haar begunstigers, donateurs en vrienden.

Tevens is de stichting een koepelorganisatie voor andere stichtingen en initiatieven zoals de Vereniging van Veteranen Geneeskundige Dienst.

## Historische verzameling
Het Regiment Geneeskundige Troepen heeft een historische verzameling op de Korporaal Van Oudheusdenkazerne in Hilversum. Deze verzameling toont de veranderingen van de geneeskundige verzorging binnen de krijgsmacht. De collectie bevat een veel materiaal dat vroeger aan het front en daarachter in de hospitalen werd gebruikt. De verzameling is vrij toegankelijk.